# Diocèse de Colón-Kuna Yala
Le diocèse de Colón-Kuna Yala (en latin : Dioecesis Columbensis-Kunayalensis ; en espagnol : Diócesis de Colón-Kuna Yala) est un diocèse de  l'Église catholique du Panama, suffragant de l'archidiocèse de Panama.

## Territoire
Il est situé dans la province de Colón ainsi que dans la comarque indigène de  Guna Yala. Il possède un territoire d'une superficie de 7 208 km2 divisé en 22 paroisses. L'évêché est à Colón où se trouve la cathédrale de l'Immaculée Conception. 

## Historique
Le diocèse de Colón est érigé le 15 décembre 1988 par la constitution apostolique Cum Venerabiles Fratres du pape Jean-Paul II prenant sur le territoire du vicariat apostolique de Darién. Il prend son nom actuel le 13 juin 1997.

## Évêques
- Carlos María Ariz Bolea, C.M.F (1988-2005)
- Audilio Aguilar Aguilar (2005-2013) nommé évêque de Santiago de Veraguas
- Manuel Ochogavía Barahona, O.S.A (2014-  )